# Ernest Lehman
(Motivazione dell'Oscar onorario)
Ernest Paul Lehman (New York, 8 dicembre 1915 – Los Angeles, 2 luglio 2005) è stato uno sceneggiatore, produttore cinematografico, regista e scrittore statunitense.
Fu candidato sei volte al Premio Oscar: tre volte per la miglior sceneggiatura non originale, due volte per il miglior film e una per la miglior sceneggiatura originale. Nel 2001, alla 73ª edizione, vinse l'Oscar onorario, fu il primo sceneggiatore a ricevere tale riconoscimento. Nel 1955 vinse il Golden Globe per la migliore sceneggiatura per il film Sabrina.

## Biografia
Ernest Lehman nacque l'8 dicembre 1915 a Long Island, nello stato di New York, da una benestante famiglia ebrea, che avrebbe poi registrato delle grandi perdite finanziarie durante la grande depressione.
Dopo essersi laureato al City College di New York, iniziò a lavorare come scrittore freelance. Quel lavoro, però, non gli piaceva particolarmente; cominciò quindi a scrivere articoli per un'agenzia pubblicitaria che s'incentrava su opere teatrali e celebrità. Da quest'esperienza trasse l'ispirazione per la sceneggiatura di Piombo rovente, che coscrisse assieme al drammaturgo Clifford Odets. Pubblicò inoltre molti racconti e novelle in riviste come Collier, Redbook e Cosmopolitan, attirando così l'interesse di alcuni manager di Hollywood. Attorno alla metà degli anni cinquanta firmò un contratto con la Paramount Pictures ed ebbe subito successo con il suo primo film La sete del potere, uscito nel 1954.
Nel corso degli anni scrisse le sceneggiature di altri film di successo, come Sabrina (1954), Intrigo internazionale (1959), West Side Story (1961), Chi ha paura di Virginia Woolf? (1966) e Hello, Dolly! (1969) (di questi ultimi due fu anche produttore) che gli valsero sei candidature all'Oscar. Nel 2001, vinse l'Oscar onorario in riconoscimento di un'opera varia e duratura, la statuetta gli fu consegnata dall'attrice Julie Andrews.

## Filmografia

### Sceneggiatore

#### Cinema
- The Inside Story, regia di Allan Dwan (1948)
- La sete del potere (Executive Suite), regia di Robert Wise (1954)
- Sabrina, regia di Billy Wilder (1954)
- Il re ed io (The King and I), regia di Walter Lang (1956)
- Lassù qualcuno mi ama (Somebody Up There Likes Me), regia di Robert Wise (1956)
- Piombo rovente (Sweet Smell of Success), regia di Alexander Mackendrick (1957)
- Intrigo internazionale (North by Northwest), regia di Alfred Hitchcock (1959)
- Dalla terrazza (From the Terrace), regia di Mark Robson (1960)
- West Side Story, regia di Jerome Robbins e Robert Wise (1961)
- Intrigo a Stoccolma (The Prize), regia di Mark Robson (1963)
- Tutti insieme appassionatamente (The Sound of Music), regia di Robert Wise (1965)
- Sen bir meleksin, regia di Nejat Saydam (1969)
- Complotto di famiglia (Family Plot), regia di Alfred Hitchcock (1976)
- Black Sunday, regia di John Frankenheimer (1977)
- Sabrina, regia di Sydney Pollack (1995)

#### Televisione
- The Chevrolet Tele-Theatre – serie TV, episodio 2x03 (1949)
- The Ford Television Theatre – serie TV, episodio 3x12 (1954)
- Lux Video Theatre – serie TV, episodio 5x43 (1955)
- Playhouse 90 – serie TV, episodio 1x20 (1957)
- TV de Vanguarda – serie TV, episodio 6x24 (1957)
- Il transatlantico della paura (The French Atlantic Affair) – miniserie TV (1979)

### Produttore e sceneggiatore
- Chi ha paura di Virginia Woolf? (Who's Afraid of Virginia Woolf?), regia di Mike Nichols (1966)
- Hello, Dolly!, regia di Gene Kelly (1969)

### Regista, sceneggiatore e produttore
- Se non faccio quello non mi diverto (Portnoy's Complaint) (1972)

## Riconoscimenti
- Premio Oscar[1]
  - 1955 – Candidatura come migliore sceneggiatura non originale per Sabrina
  - 1960 – Candidatura come migliore sceneggiatura originale per Intrigo internazionale
  - 1962 – Candidatura come migliore sceneggiatura non originale per West Side Story
  - 1967 – Candidatura come miglior film per Chi ha paura di Virginia Woolf?
  - 1967 – Candidatura come migliore sceneggiatura non originale per Chi ha paura di Virginia Woolf?
  - 1970 – Candidatura come miglior film per Hello, Dolly!
  - 2001 – Oscar onorario

- Golden Globe[6]
  - 1955 – Migliore sceneggiatura per Sabrina
  - 1967 – Candidatura come migliore sceneggiatura per Chi ha paura di Virginia Woolf?